# François Person
Pour les articles homonymes, voir Person.
François Louis Person (né le 23 mai 1922 à La Bouëxière (Ille-et-Vilaine) et mort le 24 mars 1980 à Guichen (Ille-et-Vilaine)) est un coureur cycliste français, professionnel de 1948 à 1951.

## Palmarès
- 1946
  - Angers-Laval-Angers
- 1947
  - Paris-Alençon-Rennes
  - Critérium des As de l'Ouest
  - 3e de Paris-Bourges
  - 3e du championnat de France sur route amateurs
- 1949
  - Tour de la Manche :
    - Classement général
    - 1re étape

  - Critérium de Bretagne
  - 2e de Nantes-Saint-Nazaire-Nantes
- 1950
  - 2e de Nantes-Saint-Nazaire-Nantes

## Résultats sur les grands tours

### Tour de France
2 participations
- 1948 : abandon (5e étape)
- 1949 : éliminé (4e étape)